# Episodi de I liceali (prima stagione)
La prima stagione della serie televisiva I liceali è stata trasmessa in anteprima assoluta in Italia, dal 23 marzo al 27 aprile 2008 ogni domenica alle 21:00 sul canale Joi di Mediaset Premium. In chiaro, è stata trasmessa in prima visione su Canale 5 dal 14 maggio al 29 maggio 2008.
| nº | Titolo                            | Prima TV pay   | Prima TV in chiaro |
| -- | --------------------------------- | -------------- | ------------------ |
| 1  | Benvenuti nella capitale          | 23 marzo 2008  | 14 maggio 2008     |
| 2  | Il coraggio di chiamarsi Cicerino | 30 marzo 2008  | 16 maggio 2008     |
| 3  | Io non so parlar d'amore          | 6 aprile 2008  | 21 maggio 2008     |
| 4  | Una gita storica                  | 13 aprile 2008 | 23 maggio 2008     |
| 5  | Resistere resistere resistere     | 20 aprile 2008 | 28 maggio 2008     |
| 6  | Non uno di meno                   | 27 aprile 2008 | 29 maggio 2008     |

## Benvenuti nella capitale
- Diretto da: Lucio Pellegrini
- Scritto da: Daniela Gambaro (soggetto e sceneggiatura), Guido Iuculano (soggetto) e Carlo Virzì (sceneggiatura)

### Trama
Antonio Cicerino (Giorgio Tirabassi) è un professore di italiano che insegna a Roccastorta, un piccolo paesino vicino a Frosinone, e viene trasferito dopo anni al Liceo Colonna di Roma; da quando ha fatto la domanda di trasferimento sono cambiate parecchie cose: sua moglie è morta e sua figlia Elena, con cui ha un rapporto conflittuale, è oramai adolescente. Il primo giorno al nuovo liceo inizia con un tamponamento ai danni della professoressa Sabatini (Claudia Pandolfi) che insegna storia dell'arte; i primi tempi a Roma saranno duri per Antonio: trova difficoltà ad ambientarsi coi nuovi alunni e la figlia Elena (che a scuola si fa chiamare col cognome della madre, Lorenzi) sente molto la mancanza della vecchia casa. Il preside Pera, che ha una relazione extraconiugale con la professoressa di francese de Moulain (Diane Fleri), chiede alla prof. Sabatini di ospitare quest'ultima in cambio della sua aspettativa; le due prof diventeranno molto amiche. Anche Elena inizierà a farsi delle amiche, tra cui Laura e Stefania con cui legherà molto; Antonio invece incomincerà a stringere amicizia con Enrica Sabatini e il bidello Davide Pavoncelli però fatica molto a capire i nuovi alunni e in particolare Claudio Rizzo, ragazzo ricco sfondato con l'aria da strafottente. Intanto iniziano a intrecciarsi le prime storie tra alunni: Cesare e Lucia si attraggono a vicenda, Lucio conosce il nuovo alunno Daniele Cook, Cristiano Malagò e Margherita Zanobini sono fidanzatissimi. Laura svela a Elena che suo cugino Fabio Petrucci (alunno di Cicerino) la vorrebbe baciare ma è inesperto e lei alla fine capisce che non le piace ma Fabio, intercettando i discorsi che Elena e la sua amica Vincenzina fanno tramite webcam, è convinto di piacerle. Intanto la prof de Moulain comincia a ricevere messaggini romantici e chiede aiuto ad Enrica per capire chi sia l'autore. Dopo uno scontro fisico Elena e Cook si scambiano involontariamente i diari e scoprono reciprocamente l'uno la storia dell'altra: Cook scopre che Elena si appena trasferita, mentre Elena scopre che Cook vive una situazione familiare particolare perché il padre ha lasciato la famiglia e la madre è affetta da disturbi psicologici e viene spesso ricoverata in ospedale. Antonio, dopo un diverbio con Claudio, si reca a casa sua per chiarire ma scoprirà solo in futuro che tutto l'essere chiuso e scontroso di Rizzo è dovuto alla sofferenza per il fratello invalido di cui si deve occupare e che ha costantemente bisogno di cure. Durante la visita vede Claudio scendere da una autoambulanza, cosa che lo incuriosirà ancora di più.
- Ascolti TV Italia - Canale 5: telespettatori 5 458 000 - share 22,29% [1]

## Il coraggio di chiamarsi Cicerino
- Diretto da: Lucio Pellegrini
- Scritto da: Guido Iuculano (soggetto) e Michele Pellegrini (sceneggiatura)

### Trama
Antonio Cicerino vuol sapere cosa nasconde il suo allievo Claudio Rizzo (Federico Costantini) e inizia a raccogliere informazioni su di lui, scontrandosi con la pigrizia dei colleghi e con la diffidenza degli alunni. Non sa che nello stesso tempo anche Rizzo sta raccogliendo informazioni sul suo professore: vuol sapere dove ha studiato, dove vive, che macchina ha. Una vera e propria guerra di intelligence che vede contrapposti il professore Cicerino e il leader degli studenti pariolini che non si combatte solo nelle austere aule del Liceo Colonna ma anche per le strade della città: nelle feste delle ricche rampolle della borghesia romana dove rischia di passare per l'amante di sua figlia e nei commissariati di polizia dove qualcuno lo accusa di essere un pirata della strada. Infatti il ragazzo insieme a Valerio Campitelli (Alessandro Sperduti) decide di "prendere in prestito" l'auto di Cicerino e sfrecciare a tutta velocità per le strade della capitale per far recapitare contravvenzioni all'ignaro docente, ma qualcosa va storto e i due investono un passante. I carabinieri aprono un'inchiesta e risalgono all'auto del professore che si dichiara però innocente. Valerio è però pieno di sensi di colpa e decide di confessare: verrà condannato a 6 mesi (pena sospesa con la condizionale), ad un risarcimento di 4 000 euro, ad alcune sedute con una psicologo e a lavorare in ospedale come inserviente.
- Ascolti TV Italia - Canale 5: telespettatori 4 584 000 - share 19,09% [2]

## Io non so parlar d'amore
- Diretto da: Lucio Pellegrini
- Scritto da: Guido Iuculano (soggetto) e Alfredo Covelli (sceneggiatura)

### Trama
Il professor Cicerino nota che i suoi alunni hanno paura dei sentimenti e non hanno il coraggio di esprimerli. Nel corso di una lezione sull'Ariosto e l'amore, dà per compiti agli alunni di raccontare la propria idea di amore con qualsiasi mezzo: Cristiano e Margherita, fidanzati, si riprendono durante il sesso, e complice una disattenzione di Cristiano e una malevola intenzione di Claudio Rizzo, il video si diffonde per la scuola ed arriva alla famiglia della ragazza. I due si lasciano ed i genitori di Margherita decidono di trasferirla in una scuola femminile ed in seguito a Ginevra da sua zia. Una notte, presa dall'insonnia e dalla depressione, ingerisce un flacone di pillole consigliatole da Valentina, finendo all'ospedale. Cristiano riesce a farsi perdonare dai genitori della ragazza e da Margherita stessa, che però parte lo stesso.
- Ascolti TV Italia - Canale 5: telespettatori 4 903 000 - share 18,77% [3]

## Una gita storica
- Diretto da: Lucio Pellegrini
- Scritto da: Andrea Agnello (sceneggiatura) e Guido Iuculano (soggetto)

### Trama
Viene organizzata una gita nei luoghi di origine di Cicerino, dove Cook non riuscirà a dire a Elena che quella che ha visto era sua sorella. Rizzo si fa avanti con Elena, facendo crescere l'invidia di Daniele, la cui sorella è appena tornata dal Canada. Durante la notte nell'Hotel succedono cose a dir poco strambe e Melanie scopre che il suo ammiratore segreto è Tommasi...
- Ascolti TV Italia - Canale 5: telespettatori 4 924 000 - share 20,71% [4]

## Resistere resistere resistere
- Diretto da: Lucio Pellegrini
- Scritto da: Filippo Gravino (sceneggiatura) e Guido Iuculano (soggetto)

### Trama
Claudio Rizzo a scuola viene alle mani con Daniele Cook; la sera stessa invita Elena a casa sua, vuole avere rapporti con lei, ma la ragazza si rifiuta: perciò Rizzo le dà una pasticca; Elena vuole andarsene ma Claudio la caccia da casa. Cicerino lo scopre e, il mattino seguente, in aula, dà uno schiaffo a Claudio e, per il gesto compiuto decide di chiedere il trasferimento e tornare ad insegnare nella scuola di Roccastorta. I ragazzi della sua classe, sentendo la mancanza del professore, vanno davanti a casa sua e il bravo prof. convinto anche da Enrica, decide di tornare a scuola; è preoccupato delle numerose assenze di Rizzo, intanto Elena riallaccia il suo rapporto con Daniele.
Valerio aiuta Lucia in un periodo davvero critico, ha un ritardo e il suo compagno non l'assicura per niente. Anche per Valerio sono giorni duri: ha una crisi d'identità e in più suo padre viene arrestato.
Tra la prof. di francese e il preside tutto fila liscio, l'uomo ha comprato una casa e detto tutto alla moglie che però non la prende tanto bene e perciò arriva a picchiare Melanie.
A fine puntata il fratello di Rizzo sta male durante una festa di lusso. Si è costretti a chiamare l'ambulanza e il padre ordina che venga portato fuori dall'uscita secondaria perché nessuno deve vederlo.
- Ascolti TV Italia - Canale 5: telespettatori 4 879 000 - share 20,04% [5]

## Non uno di meno
- Diretto da: Lucio Pellegrini
- Scritto da: Emanuele Barresi (sceneggiatura), Francesco Lagi (sceneggiatura) e Guido Iuculano (soggetto)

### Trama
Claudio Rizzo non si fa più vedere a scuola e Antonio Cicerino scopre che il ragazzo ha una difficilissima situazione familiare e cerca di convincerlo a tornare a scuola per evitare la bocciatura. Intanto Lucio e Valerio vengono alle mani a causa della truffa subita dal padre di Lucio. Quando muore il fratello di Rizzo, il ragazzo sconvolto tenta il suicidio davanti a compagni e professori ma per fortuna viene fermato da Davide il bidello. Antonio insieme alla sua classe partecipa al funerale del fratello di Claudio e fa sentire al suo alunno che non è solo. Chi rischia di sentirsi abbandonato, invece, è proprio Antonio: la professoressa Enrica Sabatini sta per andarsene a Tolosa e poi lui le dichiarerà il suo amore alla stazione, mentre sua figlia Elena parte in vacanza con Cook. Per fortuna Antonio arriva in tempo alla stazione per vedere Enrica e, incitato dalla figlia Elena, dichiara il suo amore alla Sabatini.
- Ascolti TV Italia - Canale 5: telespettatori 4 691 000 - share 18,13% [6]